# Thomas E. Bramlette

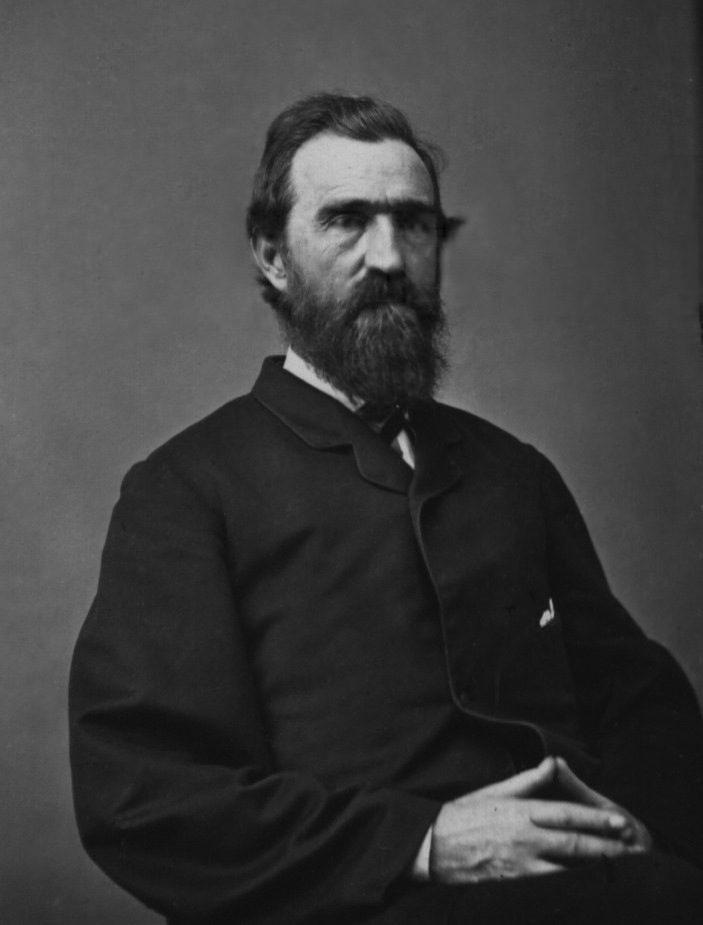
Thomas E. Bramlette

Thomas Elliott Bramlette (3 de janeiro de 1817 – 12 de janeiro de 1875) foi um político americano.
Foi também governador de Kentucky, eleito em 1863.

## Literatura
- «Governor Thomas E. Bramlette». The Register of the Kentucky Historical Society. 5: 27–28. 1907